# Aguaestrada
Aguaestrada es un centro poblado perteneciente al Corregimiento 1 del municipio de El Banco en el departamento del Magdalena. Está a 55 minutos de la cabecera municipal. Tiene al sur la Ciénaga de Zapatosa. Hace parte de la zona rural del municipio y cuenta con una extensión de 16 hectáreas.

## Vías
El corregimiento tiene una vía que conecta a otros centros poblados y veredas como Menchiquejo, Pueblo Nuevo y San José. Desde allí, es posible acceder a la Ruta Nacional 43, esta última conecta a El Banco con Chimichagua en el departamento de Cesar.